# Porcari
Porcari /por'kari/ je italská obec v toskánské provincii Lucca, 10 km východně od hlavního města provincie. Obec má rozlohu 17 km² a zhruba 7 600 obyvatel.
Je to důležité průmyslové centrum.

## Vývoj počtu obyvatel
Počet obyvatel